# جوسانت
جوسانت یا ژوسانت یک بازی ویدئویی پازل سکوبازی است که توسط دونت‌ناد انترتینمنت ساخته و منتشر شده است. در ژوسانت بازیکنان کنترل یک سرگردان تنها و بی‌نام و نشان را به‌دست می‌گیرند، در حالی که باید از برجی متروک، پر از مصنوعات دست‌ساختهٔ تمدن‌های گذشته بالا روند. این بازی در ۳۱ اکتبر ۲۰۲۳، برای پلتفرم‌های مایکروسافت ویندوز، پلی‌استیشن ۵ و ایکس‌باکس سری اکس/اس منتشر شده است. بازی با واکنش‌های مثبتی از سوی منتقدان همراه بود، اما یک ناکامی تجاری برای دونت‌ناد انترتینمنت بود.

## روند بازی
ژوسانت اثری معمایی و سکوبازی است که به بازیکن وظیفه می‌دهد تا به بالای یک برج صعود کند، که به زیست‌بوم‌های مختلف تقسیم می‌شود و هر کدام دارای مکانیک‌ها و چالش‌های منحصربه‌فرد پیمایش هستند. هنگامی که بازیکن از برج بالا می‌رود، اطلاعات بیشتری در مورد تمدنی که در آنجا زندگی می‌کردند و آنچه که بر سر آن‌ها آمده است را به دست می‌آورد. بازیکن قادر است میخچه‌های کوه‌نوردی را با زدن دکمه در دیوار قرار دهد و در صورت افتادن یا اتمام استقامت آن‌ها را بگیرد. تریگرهای دسته برای قرار دادن دست در هنگام بالا رفتن استفاده می‌شوند.
با نگه داشتن یک دکمه، شخصیت بازی می‌پرد و مقدار زیادی استقامت در این فرآیند مصرف می‌کند. به صورت دوره‌ای، بازیکن می‌تواند طناب‌ها را به مناطقی که قبلاً از آن‌ها عبور کرده‌اند رها کند و پیمایش پس‌گرد را آسان‌تر کند. در طول بازی، بازیکن توسط یک همراه به نام «بالاست» همراهی می‌شود که توسط تیم به عنوان «موجودی که به‌طور کامل از آب ساخته شده» توصیف می‌شود. بالاست سرنخ‌ها و «ویک نیچر» را آشکار می‌کند و مسیرهای جدیدی را برای استفاده و اکتشاف بازیکنان آزاد می‌سازد. بازی فاقد دیالوگ است و به همین دلیل به‌شدت بر داستان سرایی محیطی متکی می‌باشد. بازیکن همچنین در حین بالا رفتن از یک ارتفاع بلند، با مشکل تنفس مواجه می‌شود.

## توسعه و انتشار
ژوسانت توسط استودیوی فرانسوی دونت‌ناد انترتینمنت توسعه یافته و منتشر شده است. این بازی برای اولین بار در نمایشگاه ایکس‌باکس گیم شوکیس سال ۲۰۲۳ در ۱۱ ژوئن ۲۰۲۳، برای انتشار در پاییز معرفی شد. دونت‌ناد به‌طور همزمان پلتفرم‌های مورد نظر برای انتشار را فاش کرد و مدت کوتاهی پس از اعلام یک نسخه دمو در استیم منتشر کرد. در نهایت بازی در ۳۱ اکتبر ۲۰۲۳، برای مایکروسافت ویندوز، پلی‌استیشن ۵ و ایکس‌باکس سری اکس/اس عرضه شد. همچنین بر روی سرویس ایکس‌باکس گیم‌پس برای کلاود، کنسول و رایانهٔ شخصی راه‌اندازی شد.